# پورتو روندون
پورتو روندون (انگلیسی: Puerto Rondón) نام یک منطقه مسکونی در کلمبیا است.